# Шевченко, Юрий Леонидович
Ю́рий Леони́дович Шевче́нко (род. 7 апреля 1947, Якутск) — советский и российский хирург и кардиохирург, основоположник гнойно-септической кардиохирургии и кардионеврологии, академик РАН (2013, РАМН с 2000), генерал-полковник медицинской службы.
Министр здравоохранения Российской Федерации (1999—2004). Президент-основатель Национального медико-хирургического Центра им. Н. И. Пирогова. Начальник Военно-медицинской академии им. С. М. Кирова (1992—2000).
Доктор медицинских наук, профессор. 
Заслуженный деятель науки Российской Федерации (1996), заслуженный врач Российской Федерации (2003), лауреат Государственной премии РФ (2000).
Доктор богословских наук (2010), митрофорный протоиерей, ктитор госпитального храма святителя Николая Чудотворца при Пироговском центре.
Член Союза писателей России.

## Биография
После окончания керченской школы в 1965 году пытался поступить, но не прошёл по конкурсу в Крымский медицинский институт. Продолжая подготовку к повторному поступлению, работал матросом на судах Азово-Черноморского бассейна Керченского моррыбпорта. За короткое время стал матросом I класса. Повторить поступление в медицинский институт не позволил впервые объявленный летний призыв в Вооружённые Силы СССР: летом 1966 года Шевченко был призван на срочную военную службу и направлен в Ракетные войска стратегического назначения в воинскую часть под Козельском. Командование полка направило его на учёбу в военно-фельдшерское училище учебной дивизии в Ковров. После успешного окончания училища с отличием вернулся в свой полк на должность старшего фельдшера полка — начальника аптеки.
После демобилизации из рядов Вооружённых Сил СССР в 1968 году успешно поступил в Ленинградскую Военно-медицинскую академию им. С. М. Кирова на факультет подготовки врачей для сухопутных и ракетных войск и определён во взвод подготовки врачей для Воздушно-десантных войск.
С начала учёбы стал участником кружка при кафедре госпитальной хирургии, возглавляемой академиком АМН СССР И. С. Колесниковым. Все шесть лет обучения в свободное от учёбы время он, фактически проживая в клинике, посвящал освоению госпитальной хирургии. В 1970 году после окончания 2-го курса академии, будучи на каникулах в Керчи, где случилась эпидемия холеры, был активным участником ликвидации вспышки, за что был поощрён благодарностью Министра здравоохранения СССР Б. В. Петровского и ценным подарком.
Его хирургическому формированию способствовали И. С. Колесников, профессора Н. В. Путов, Н. В. Гудим-Левкович, Ф. В. Баллюзек, А. Т. Гребенникова, Н. А. Шаталова и др. Со 2-го курса Шевченко было разрешено ассистировать на различных операциях; на 3 курсе под руководством Н. В. Путова он выполнил первую свою операцию на сердце — закрытую митральную комиссуротомию. Под руководством профессора Ф. В. Баллюзека, занимаясь в научном кружке кафедры, выполнил научную работу, посвящённую вспомогательному кровообращению, которая заняла первое место и была удостоена золотой медали учёного совета Военно-медицинской академии; на всесоюзном конкурсе научных работ студентов она завоевала золотую медаль. Это обстоятельство позволило после успешного окончания Военно-медицинской академии оставить Ю. Л. Шевченко для дальнейшей службы в академии в качестве командира операционно-перевязочного взвода батальона обеспечения учебного процесса в Красном Селе.
В 1975 году был назначен в штат клиники госпитальной хирургии академии на должность старшего ординатора (1975—1977). В течение года стажировался в ведущей кардиохирургической клинике хирургии усовершенствования врачей № 1 им. академика П. А. Куприянова, возглавляемой академиком А. П. Колесовым и профессором А. Б. Зориным. По завершении стажировки вернулся в клинику госпитальной хирургии и возглавил вновь созданное там отделение сердечно-сосудистой хирургии.
С 1985 по 1991 год — старший преподаватель кафедры госпитальной хирургии и начальник отделения сердечно-сосудистой хирургии клиники. С 1991 года — начальник кафедры и клиники сердечно-сосудистой хирургии имени академика П. А. Куприянова. В апреле 1992 года назначен начальником Военно-медицинской академии и председателем её учёного совета, оставаясь руководителем кафедры и клиники сердечно-сосудистой хирургии им. П. А. Куприянова.
С 1993 года — главный кардиохирург Санкт-Петербурга и Ленинградской области. С 1994 года — руководитель созданного им областного кардиохирургического центра.
С 1999 года по 2004 год — Министр здравоохранения России (одновременно являясь начальником Военно-медицинской академии им. С. М. Кирова и начальником кафедры и клиники сердечно-сосудистой хирургии им. П. А. Куприянова до декабря 2000 года). В октябре 2000 года приглашён на заведование кафедрой факультетской хирургии ММА им. И. М. Сеченова, там же — директор созданного им НИИ грудной хирургии, председатель хирургического диссертационного совета.
С 2002 года — заведующий кафедрой грудной и сердечно-сосудистой хирургии с курсом рентгенэндоваскулярной хирургии ИУВ ФГБУ «НМХЦ им. Н. И. Пирогова» Минздрава России. С января 2004 года — главный хирург Минздрава России.
В 2002 году им организован Национальный медико-хирургический Центр имени Н. И. Пирогова Минздрава России, президентом которого он был избран на заседании расширенного состава учёного совета центра, в состав которого также вошли члены коллегии Минздрава России, президиума РАН и РАМН. Будучи министром здравоохранения РФ, должность президента центра исполнял на общественных началах. Уйдя в отставку с должности министра здравоохранения РФ, с 20 марта 2004 года стал президентом и председателем учёного совета центра, который возглавляет по настоящее время.

### Скандал вокруг абортария в здании бывшего Крестовоздвиженского храма
С осени 2010 года движение «Воины жизни» ведёт борьбу за ликвидацию абортария в здании храма Крестовоздвиженской общины сестёр милосердия (Санкт-Петербург, набережная Фонтанки, 154) и возрождения православной святыни. Изначально по этому адресу располагался Северо-западный окружной медицинский центр, но позже СЗОМЦ вошёл в состав возглавляемого Юрием Шевченко НМХЦ. В ответ на это сын Шевченко, Юрий Шевченко-младший, отрицая информацию о проведении абортов в НМХЦ, сообщил, что адвокаты его отца готовят судебный иск к «Воинам жизни». Реагируя на опровержения Шевченко, движение «Воины жизни» выложило в интернет аудиозаписи телефонных разговоров, где сотрудники разных отделений центра давали звонящим согласие на осуществление аборта.
В то же время журналисты газеты «Московский комсомолец» Сергей Бычков и Екатерина Сажнева заявили, что аборты производятся в большинстве российских больниц, часто при них расположены домовые церкви, и упрёки, предъявляемые в этой связи к одному только Шевченко, выглядят тенденциозно.

### Скандал вокруг патриаршей квартиры
В марте 2012 года появились сообщения о судебной тяжбе вокруг квартиры Шевченко в «Доме на набережной» в Москве (улица Серафимовича, 2), на которую судом был наложен арест по иску обитательницы находящейся этажом выше 144-метровой квартиры, которую во время ремонта жилища хирурга засыпало мелкодисперсной пылью. Согласно иску, удовлетворённому Замоскворецким судом Москвы, Шевченко выплатил 5 апреля 2012 года компенсацию за причинённый ущерб в размере почти 20 млн рублей в пользу Леоновой Лидии Михайловны. Собственником квартиры в «Доме на набережной», в которой зарегистрирована и проживает Леонова, является Патриарх Московский и всея Руси Кирилл.

## Научная деятельность
С первого курса академии область научных интересов Шевченко — грудная хирургия и особенно хирургия сердца. Овладение специальностью проходило под руководством академика И. С. Колесникова и профессора Н. В. Путова, на формирование как хирурга-клинициста оказал существенное влияние профессор М. И. Лыткин. Исследовал аномалии развития лёгких, пневмомикозы. Эти материалы легли в основу двух глав руководства для врачей «Хирургия лёгких и плевры» (1988). Уже на ранних этапах профессионального становления научные исследования Ю. Л. Шевченко были посвящены изучению патогенеза острой миокардиальной недостаточности, её лечению, в том числе и с помощью вспомогательного кровообращения. Им внесён существенный вклад в хирургическое лечение врождённых пороков сердца, разработана пластика дефектов перегородок камер сердца с помощью аутоперикарда.
На основе изучения ближайших и отдалённых результатов оперативных вмешательств при хирургическом лечении пороков сердца разработаны критерии оценки резервов организма, позволяющие прогнозировать исходы операций, созданы оригинальные математические модели. Под его руководством активно изучались проблемы лечения больных ишемической болезнью сердца. Он стал одним из первых инициаторов выполнения контрольной коронарографии в раннем послеоперационном периоде. Под его руководством не только доказана относительная безопасность этого инвазивного исследования, но и показана его исключительная диагностическая ценность. Были изучены возможности медикаментозной коррекции интраоперационного нарушения диастолической функции левого желудочка. Были внедрены в клиническую практику электрофизиологические исследования генеза нарушений ритма и проводимости у пациентов с патологией сердечно-сосудистой системы. Проведено комплексное изучение воздействия озонированных изотонических солевых растворов на гомеостаз кардиохирургических больных.
Широкомасштабные исследования проводились по проблемам сосудистой хирургии. Изучены особенности оперативных вмешательств при генерализованных формах атеросклеротического поражения артерий. Была реализована программа фундаментальных исследований в области флебологии. С помощью современных неинвазивных методов изучены закономерности нарушения венозной гемодинамики при варикозной болезни. Разрабатывались реконструктивные операции на магистральных венах. Под редакцией Ю. Л. Шевченко в 1999 году была издана монография «Ошибки, опасности, осложнения в хирургии вен».
Активно исследовались проблемы трансплантологии. При этом изучались не только прикладные аспекты пересадки органов и тканей, но и теоретические вопросы гистосовместимости. Принципиально новым явилось исследование возможностей клеточной заместительной терапии патологии миокарда. Оригинальная научная идея Ю. Л. Шевченко об использовании культур эмбриональных кардиомиоцитов для коррекции нарушений функции сердечной мышцы была реализована не только в эксперименте, но и в клинических условиях. Культура эндотелиоцитов успешно применена для выстилки внутренней поверхности синтетических сосудистых протезов в эксперименте. Дальнейшие экспериментальные исследования показали высокую эффективность применения культуры эмбриональных эндотелиоцитов и факторов роста для стимуляции ангиогенеза в ишемизированных тканях.
Особое внимание в проводимых под руководством Ю. Л. Шевченко исследованиях уделялось военно-медицинским аспектам. При этом решались проблемы не только клинического плана (непосредственное оказание специализированной медицинской помощи раненым и больным военнослужащим), но и организации помощи раненым на различных этапах в условиях современного характера ведения боевых действий.
Как руководитель научно-педагогической школы (кардиохирургия) Президентского фонда поддержки ведущих научных школ России и научный руководитель Ю. Л. Шевченко подготовил к защите более 80 докторских и кандидатских диссертаций. На протяжении нескольких лет он являлся председателем специализированного диссертационного совета по хирургии Военно-медицинской академии. Опубликовал более 500 научных и учебно-методических работ, в том числе 17 монографий.
Ю. Л. Шевченко — главный редактор журналов «Вестник Национального медико-хирургического Центра им. Н. И. Пирогова» и «Вестник Межнационального центра исследования качества жизни». Член редакционной коллегии журналов «Вестник Российской военно-медицинской академии», «Вестник хирургии имени И. И. Грекова», «Грудная и сердечно-сосудистая хирургия». Член редакционной коллегии журнала «Бюллетень НЦССХ им. А. Н. Бакулева РАН. Сердечно-сосудистые заболевания», «Клиническая патофизиология», «Клиническая медицина».
В отдельном хирургическом методе лечения инфекционного эндокардита Ю. Л. Шевченко увидел научное направление — гнойно-септическую кардиохирургию, став его основоположником. Нестандартный подход к проблеме внутрисердечной инфекции позволил ему разработать концепцию санирующего эффекта искусственного кровообращения. Он обладает большим опытом хирургического лечения больных инфекционным эндокардитом (свыше 7 тысяч клинических наблюдений, в том числе более 3,5 тысяч оперированных больных). В последние годы им получены обнадёживающие результаты при применении импрегнации серебром протезов клапанов сердца для профилактики рецидива внутрисердечной инфекции.
Нестандартный подход к проблеме внутрисердечной инфекции позволил ему разработать концепцию санирующего эффекта искусственного кровообращения. Ю. Л. Шевченко теоретически обосновал и реализовал на практике программу перфузиологического обеспечения операций на открытом сердце у больных септическим эндокардитом. С помощью оригинальных опытов были разработаны оптимальные режимы общей перфузии при оперативных вмешательствах на открытом сердце в условиях генерализованной инфекции. Эта концепция намного предвосхитила современные методы экстракорпоральной коррекции нарушений гомеостаза. Многолетний опыт хирургического лечения больных ангиогенным сепсисом с локализацией септического очага в сердце убедительно показал, что благодаря созданной им программе искусственное кровообращение из фактора риска фатальных осложнений превратилось в мощный лечебный фактор, обеспечивающий санацию всего организма. Ю. Л. Шевченко обосновал и внедрил принцип комплексной санации камер сердца. Он впервые в эксперименте показал безопасность и высокую эффективность химической санации камер сердца раствором первомура. Безупречно выполненные опыты позволили ему также впервые применить этот антисептик у больных. Для физической санации очагов деструкции в сердце (недоступных механической обработке).
Работы, выполненные под руководством Ю. Л. Шевченко, показали целесообразность эксфузии крови и её компонентов у больных с внутрисердечной инфекцией в предоперационном периоде. Более того, отмечены не только безопасность, но и лечебный эффект этой процедуры. Полученные результаты позволили пересмотреть инфузионно-трансфузионные программы, добиться максимального отказа от широкого применения цельной донорской крови и её препаратов. Многолетний опыт трансфузиологического обеспечения операций на сердце в условиях генерализованной инфекции был положен в основу монографий «Кардиохирургическая трансфузиология» (2000).
Проведённые под руководством Ю. Л. Шевченко комплексные морфологические и бактериологические исследования с анализом результатов оперативного лечения больных с приобретёнными пороками сердца, осложнившимися кальцинозом, позволили сделать исключительно важный практический вывод о том, что кальциевые депозиты в сердце — очаг хронической внутрисердечной инфекции. Следовательно, операции на поражённых кальцием структурах должны выполняться в полном соответствии с принципами гнойно-септической кардиохирургии. Была разработана программа реабилитации и диспансерного наблюдения пациентов, перенёсших инфекционный эндокардит. Она легла в основу подготовленной им главы в руководство для врачей «Медицинская реабилитация».
Ю. Л. Шевченко считается одним из основоположников российской кардионеврологии. Он первым из кардиохирургов обратил внимание на необходимость комплексного неврологического обеспечения вмешательств на открытом сердце. Его многолетний хирургический опыт и плодотворное сотрудничество с ведущими невропатологами легли в основу монографий: «Топографическое картирование ЭЭГ в неврологической практике» (1996), «Кардиохирургическая агрессия и головной мозг: церебральная гемодинамика и неврологические исходы операций на сердце» (1997), «Кардиоэмболический инсульт» (1997), проведённые многолетние исследования имели не только важное теоретическое значение, но и большое практическое. Под редакцией Ю. Л. Шевченко в 2004 году вышло руководство для врачей «Антитромботическая терапия при ишемическом инсульте».
Также занимается исследованием биографии и творчества архиепископа Луки (Войно-Ясенецкого). В 2007 году в санкт-петербургском издательстве «Наука» вышла монография Ю. Л. Шевченко «Приветствует вас святитель Лука, врач возлюбленный». В январе 2010 года стал доктором богословских наук, защитил докторскую диссертацию в Ужгородской богословской академии на тему: «Исторический очерк врачебной деятельности и архипастырского служения святителя Луки (Войно-Ясенецкого)».

## Критика
Мнение Леонида Рошаля о Шевченко:
Лично я очень рад, что Юрий Леонидович сегодня не вошёл в правительство. Я не один раз выступал в прессе, … что этот человек был не очень хорошим министром. Но зато за эти годы, будучи у власти, создал внутри здравоохранения империю под себя за счёт госбюджета. В частности, открыл тот самый Национальный медико‑хирургический центр Минздрава РФ им. Н. И. Пирогова с бюджетом в 1 млрд 700 млн руб. На эти деньги можно было бы сделать 8-10 крупных медицинских подразделений для детей и оснастить все реанимационные отделения в стране современным оборудованием.

## Церковная деятельность
В 1998 году, будучи начальником Военно-медицинской академии, Шевченко принял решение о передаче церкви мощей преподобного Александра Свирского, в сохранении которых ключевую роль сыграл президент ВМА генерал-лейтенант медицинской службы Владимир Тонков. Тогда же в дни празднования 200-летия ВМА в интервью многочисленным журналистам он открыто сказал, что у него нет никакого сомнения в истинности мощей святого Александра Свирского
Благословения патриарха Кирилла на священнослужение в Москве Шевченко не испрашивал и не имеет. Как священнослужитель никогда не назначался в штат Московской епархии. Удостоверение клирика Московской епархии у него отсутствует. Как сообщает директор Православного правозащитного центра «Территория церкви» Александр Щипков, Шевченко окончил экстерном (за два года) Ташкентскую духовную семинарию, во священники рукоположён на Украине, то есть является клириком Украинской православной церкви Московского патриархата, но проживает в Москве, где и служит в устроенном им самим храме святителя Николая при Национальном медико-хирургическом центре имени Пирогова. Это в корне противоречит нормам церковного канонического права и при рассмотрении обстоятельств дела церковным судом может повлечь за собой канонические прещения вплоть до извержения из сана. В 2012 году РПЦ возбуждала проверку и процедуру по лишению Шевченко сана.

## Семья
Жена Ритта Юрова — домохозяйка.
Дочь Ксения Юрьевна Корсун — заведующая стоматологическим отделением № 1 НМХЦ им. Н. И. Пирогова. С 2005 года индивидуальный предприниматель. Имеет четверых детей.
Сын Юрий Юрьевич Шевченко — учредитель и соучредитель ряда коммерческих компаний.

## Награды
- Орден «За заслуги перед Отечеством» II степени (8 июля 2022 года) — за большой вклад в развитие здравоохранения и медицинской науки, многолетнюю добросовестную работу[27];
- Орден «За заслуги перед Отечеством» IV степени (5 апреля 2017 года) — за большой вклад в развитие здравоохранения и многолетнюю добросовестную работу[28];
- Орден Почёта (1 марта 2007 года) — за большой вклад в развитие здравоохранения и многолетнюю добросовестную работу[29];
- Международный орден святого Константина Великого (1998);
- Орден Министерства обороны США (1998);
- Заслуженный деятель науки Российской Федерации (21 февраля 1996 года) — за заслуги в научной деятельности[30];
- Заслуженный врач Российской Федерации (15 сентября 2003 года) — за заслуги в области здравоохранения и многолетнюю добросовестную работу[31];
- Премия имени А. Н. Бакулева (2002) — «за выдающийся личный вклад в развитие сердечно-сосудистой хирургии и новых научных направлений»;
- Золотая медаль РАЕН (1999)[32];
- Орден святого благоверного князя Даниила Московского II степени (Русской Православной Церкви, 1998);
- Лауреат Государственной премии РФ (2000) — за цикл работ «Гнойно-септическая кардиохирургия».
- Почётный профессор МГУ (2008)[33].
- Почётный доктор СПбГУ.